# Aquila 1902 Montevarchi
L'Aquila 1902 Montevarchi S.r.l., meglio nota come Aquila Montevarchi o semplicemente Montevarchi, è una società calcistica italiana con sede nella città di Montevarchi, in provincia di Arezzo. Milita in Serie D, la quarta divisione del campionato italiano di calcio.
Fondata nel 1902, la società raggiunge i maggiori successi della propria storia nel 1984 con la vittoria del campionato Interregionale e della Coppa Italia Dilettanti. Il club ha militato a lungo tra i professionisti ed è approdato più volte in terza serie, fallendo però nel 2011. Rifondato nello stesso anno, in nove stagioni sportive è tornato in Serie C.
Prima della rifondazione, il Montevarchi ha disputato complessivamente 25 stagioni di terza serie nazionale professionistica fra Serie C e C1, e 18 nella vecchia Serie C2.

## Storia

### Dagli albori agli anni venti
La società nacque nel 1902 con il nome di "Società Ciclistica Aquila": i colori sociali originari erano il bianco e il blu e il l'attività del club era principalmente orientata alla pratica del ciclismo. Il gioco del calcio incominciò a diffondersi a Montevarchi dopo il 1910 e venne disputato prima presso "Il Tondo", ovvero l'odierna piazza Cesare Battisti, usato come circuito per i cavalli e dove, date le ridotte dimensioni del campo da gioco, le squadre disputavano incontri con soli nove giocatori; poi allo sferisterio di via Mochi e presso un terreno adiacente a piazza Garibaldi, detto l'Orto di Giorgio. La prima partita di cui si hanno notizie (vinta per 1-0) si svolse nel gennaio 1918 contro una rappresentativa di giovani figlinesi.
Nel 1920 avvenne una scissione che dette vita al "Club Sportivo Montevarchi" e le due società ebbero vita separata fino al 19 novembre 1926 quando, in una "affollatissima" riunione alla " Casa del Fascio", fu trovato un compromesso che dette vita a un'unica società, denominata "Club Sportivo Aquila Montevarchi", e furono scelti i nuovi colori sociali: curiosamente venne scelto il colore Azzurro, per poi venire cambiato con i tradizionali colori Rossoblu'. Un mese dopo il 18 dicembre 1926, al Regio Teatro Varchi, ci fu la prima riunione del nuovo sodalizio in cui venne formalizzata la fusione attuata nel mese precedente alla Casa del Fascio, e vennero dati gli incarichi del nuovo consiglio,  presidente e consiglieri.
In questo periodo nasce anche l'esigenza di realizzare uno stadio adeguato, cosa molto sentita dalla popolazione: a tale scopo alcuni cittadini si attivarono per ridurre i tempi di costruzione con donazioni e con prestazioni gratuite.
Il primo impianto fu costruito così presso il Campo di Nicco (l'odierna Piazza della Repubblica); il terreno di gioco era delimitato da una staccionata e per spogliatoi si usava, in principio, una stanza in una casa colonica adiacente.
Fino quasi al 1930 le fonti storiche riguardanti le gare disputate sono davvero scarne: i giornali dell'epoca riportavano appena il risultato degli incontri disputati e, nonostante si prodigassero (come il regime fascista imponeva) di riportare che le partite erano state disputate con "impegno lodevole", "lealmente combattute", "gagliardamente giocate" con "virile intensità" sotto la guida dell'arbitro (solitamente uno sportivo del luogo), la cui conduzione era sempre "lodevole ed impareggiabile", le cronache preferivano rimarcare non solo il "gran concorso di pubblico" quanto piuttosto la presenza in tribuna di signore e signorine che, con la loro avvenenza, animavano gli incontri
Eppure la passione del calcio si diffondeva sempre di più; ecco cosa riportava la locandina di propaganda pubblicata in vista del 2 aprile 1927:
Dal 1929, finalmente, si iniziano ad avere fonti più certe.
In certi casi addirittura puntuali: le cronache locali riportano che, dopo un incontro interno, gli sportivi, "non gradendo la conduzione arbitrale, hanno invaso il recinto di gioco e rincorso la giacchetta nera, determinati a gettare il direttore di gara nel vicino Berignolo" (ovvero il canale di irrigazione adiacente all'impianto, allora a cielo aperto, oggi completamente sigillato nel sottosuolo); da quel momento (e tutt'oggi prosegue questa singolare "tradizione"), il grido "Arbitro, c'è il Berignolo" continua minaccioso a levarsi contro le conduzioni arbitrali ritenute ingiuste. Già in quel tempo, però, la federazione dimostrò tolleranza zero nei confronti di questi episodi, perché il campo del Montevarchi fu squalificato per un mese e la società si vide addebitare una pesante multa, oltre all'imposizione di recintare il rettangolo di gioco con una rete, al fine di impedire il ripetersi di questi gesti.
Quello della stagione 1929-1930 è il primo campionato FIGC cui l'Aquila partecipa ufficialmente: il primo obiettivo della società fu quello di offrire agli sportivi una prestazione dignitosa, "al riparo da ogni sorpresa".
Il campionato incominciò il 27 ottobre e il Montevarchi si trovò inserito in un girone di 6 squadre tra cui spiccava la presenza della A.C. Sangiovannese: i tifosi aspettavano con ardore il confronto, anche perché, fino ad allora, le squadre si erano affrontate solo in incontri amichevoli ma gli aquilotti avevano sempre perso.
Il primo "derby del valdarno" di campionato si disputò l'8 dicembre 1929 a Montevarchi: evidentemente l'umore dei rispettivi sportivi, in vista della partita, doveva essere decisamente "bollente" se la stampa locale si prodigò di propagandare a tutti quanti che i tifosi dovevano dimostrare "il vincolo sincero di legame che esiste fra queste laboriose popolazioni" e anche la partita di ritorno, disputatasi a San Giovanni Valdarno, di nuovo le cronache riportano un appello della dirigenza bianco azzurra che diceva: "la squadra montevarchina avrà fra noi accoglienze fraterne, non una mischia invereconda e brutale ma una partita cavalleresca e combattuta"
Il primo campionato si concluse in modo beffardo perché, proprio nelle ultime giornate, gli aquilotti, dopo aver condotto il girone tra le prime posizioni, furono sorpassati dal Santa Croce ma, a sorpresa, la rinuncia di tre squadre della costa labronica consentì il ripescaggio dei rossoblù in Seconda Divisione Toscana.

### Dagli anni trenta agli anni sessanta
Al fine di irrobustire la squadra per disputare un campionato dignitoso la società non lesinò gli sforzi, potenziò la formazione, ampliò le tribune e chiamò quale allenatore l'ungherese Károly Csapkay (che i montevarchini, di fronte a insormontabili problemi di pronuncia, italianizzarono in "Ceccai" o, più semplicemente, "Sòr Carlo"), già giocatore titolare nella Fiorentina e poi allenatore; fu grazie alla sua guida che il gioco degli aquilotti si "sgrezzò", votandosi a un gioco più armonico e manovrato.
I risultati furono entusiasmanti: il campionato 1930-1931 vide gli aquilotti secondi solo alla "Fiorentina B", ovvero alla squadra composta delle riserve dei Viola fiorentini, che però il regolamento dell'epoca lasciava virtualmente fuori classifica; in conseguenza di ciò fu ammessa al girone finale assieme a Piombino e Pontedecimo, che vide gli aquilotti prevalere nettamente.
È di allora la notizia della prima trasferta "di massa" dei tifosi montevarchini: al fine di non far mancare l'incitamento ai propri giocatori in una delle ultime decisive partite di campionato la società, il 1º marzo 1931, noleggiò due autobus che mise a disposizione degli sportivi i quali, al costo di 18 lire (circa 21,70 euro attuali), poterono recarsi numerosi ad assistere l'incontro a Signa.
Dopo la seconda guerra mondiale (che, nel frattempo, aveva praticamente annichilito la società, continuamente dissanguata dai richiami alle armi dei giocatori) fu deciso di realizzare un nuovo e capiente impianto: nacque così il nuovo stadio, intitolato a "Gastone Brilli-Peri", in memoria dell'omonimo pilota che risiedette in città (almeno) fino al 1909; esso era dotato di una tribuna coperta e di una pista, sfruttabile sia per le gare ciclistiche sia di atletica.
I successivi ampliamenti comportarono, nei primi anni Settanta, la realizzazione di una nuova gradinata e, nei primi anni Ottanta, delle due "curve".
Dopo un ventennio avaro di soddisfazioni nei primi anni settanta la formazione, forte di una società solida, divenne una tra le più competitive del Valdarno e il coinvolgimento cittadino crebbe a livelli esponenziali.

### Gli anni settanta e ottanta

I rossoblù scesi in campo a Firenze nel vittorioso spareggio promozione del 3 giugno 1972 contro la Pistoiese (1-0).

Di quegli anni vanno ricordati, più di tutti, le promozioni in serie C negli anni 1969-1970 e 1971-1972 (quest'ultima risolta dopo un epico spareggio, giocato a Firenze, con la Pistoiese, dopo che lo stadio, caso unico nella storia della società, era stato squalificato per un anno intero a causa dell'invasione di campo avvenuta durante la partita col Foligno, causata dal pessimo arbitraggio del signor Foschi di Forlì), la vittoria a Marassi contro il Genoa per 0-1, la vittoriosa cavalcata della stagione 1977-1978 (conclusasi col terzo posto in classifica e, dunque, con la nuova promozione nella nascente C2) e, più di tutti, il campionato di Serie C2 1978-1979.
Quell'anno (caso finora unico), al termine del campionato ben 5 squadre si presentarono a pari punti al secondo posto: Montevarchi, Sangiovannese, Carrarese, Cerretese e Imperia, pertanto la lega decise di risolvere la questione con un mini torneo di spareggio, ovvero con un girone all'italiana, con partite di sola andata.
Incredibile ma vero, al termine degli incontri tutte quante le squadre erano nuovamente a pari punti (occorre tener presente che, all'epoca, la vittoria valeva 2 punti in classifica contro i 3 attuali e la differenza reti, almeno in questo caso, non era stata presa in considerazione quale parametro per definire la classifica).
La successiva rinuncia della Cerretese sbloccò la situazione: furono sorteggiati gli abbinamenti per gli scontri diretti (sempre da disputare con "partita secca" dove, in caso di parità al termine dei tempi supplementari, l'ultima parola l'avrebbe avuta la "monetina"), dopodiché le vincenti si sarebbero affrontate tra di loro e la vincente si sarebbe aggiudicata il secondo posto.
Il Montevarchi, dopo aver sconfitto l'Imperia per 1-0, affrontò in "finale" la Carrarese, all'epoca allenata da Corrado Orrico e, dopo essere stato rimontato nei tempi regolamentari da 2-0 a 2-2, s'impose nei supplementari per 3-2.
Lo stesso anno la società si trovo curiosamente coinvolta in un affare che riguardava direttamente la Roma: quest'ultima aveva contattato l'Internacional di Porto Alegre per acquistare Falcão ma i brasiliani reclamavano un pagamento con una scadenza assai perentoria.
Fu così che l'allora presidente Viola contattò Vasco Farolfi (storico presidente montevarchino), il quale anticipò per intero la somma richiesta dai brasiliani: quale contropartita (e segno di ringraziamento), oltre al saldo della somma, quell'anno la prima amichevole che la Roma disputò fu col Montevarchi.

I rossoblù della stagione 1972-1973

Gli anni ottanta si aprirono all'insegna delle amarezze: Il campionato 1979-1980 si concluse con una retrocessione, evento ripetutosi al termine della stagione 1981-1982, che vide i rossoblù ritornare tra i dilettanti ma già durante il campionato 1982-1983 la società aveva gettato le basi per un subitaneo ritorno tra i professionisti (fallito solo alla penultima giornata) e nel 1983-1984 l'Aquila vinse il campionato (e, conseguentemente, fu promosso in C2) e anche la Coppa Italia Dilettanti.
Dopo un paio di annate poco fortunate (disastrosa quella del 1985-1986, con lo spareggio retrocessione perso col Civitavecchia per 0-4: soltanto a causa della radiazione del Palermo Calcio fu successivamente riammesso in C2) riuscì nuovamente a essere promossa in C1 al termine del campionato 1987-1988 (dopo lo spareggio con la Massese, disputatosi a Empoli, e vinto per 3-2 ai calci di rigore) e a conseguire la salvezza quello successivo.
Un paio di annate terribili (ovvero quelli disputati in Serie C1 1989-1990 e Serie C2 1990-1991) ne decretarono però la doppia retrocessione in serie D (anche stavolta per colpa di uno spareggio perso: 0-2 contro il Cecina) ma, nel mentre che la società si stava attrezzando per disputare un campionato di vertice, che permettesse alla squadra di riguadagnare la categoria perduta, giunse (cogliendo tutto l'ambiente di sorpresa) la notizia che la squadra, a causa di defezioni nelle serie superiori, era stata ripescata in C2.

### Gli anni novanta
Il campionato successivo, quello di Serie C2 1991-1992, fu addirittura sorprendente: per un lungo periodo il Montevarchi occupò le prime posizioni della classifica finché, complice un calo di forma nelle giornate finali, nell'ultima giornata di campionato, disputata sul campo del "fatal Pesaro", impattò per 3-3 contro la squadra locale, vanificando così il secondo posto in classifica (e la conseguente promozione).
Il 1994-1995 fu un anno di cambiamenti: la proprietà (guidata da Lezio Losi e Vasco Farlofi, appoggiata da altri imprenditori montevarchini) decise di scegliere la "linea verde" per "disegnare" la squadra, sia per riassestare il bilancio societario sia affinché l'Aquila diventasse un trampolino di lancio per giovani motivati verso una carriera tra i professionisti. In panchina arrivò Piero Braglia, ex-giocatore rossoblù con lunghi trascorsi anche in Serie A, che forgiò una squadra grintosa, aggressiva e che fece del suo carattere la carta vincente.
I risultati superano di gran lunga le aspettative: in casa la squadra non aveva rivali e sapeva imporsi anche fuori dalle mura amiche e dalla quinta giornata il Montevarchi salì in testa alla classifica, dove rimase fino alla 27ª giornata, sorpassato da San Donà di Piave, unica squadra in grado di reggere il passo dei rossoblù.
La partita decisiva si disputò il 14 maggio 1995, col Montevarchi distanziato di 2 punti in classifica: nonostante una fitta pioggia il Brilli Peri si gremì in ogni ordine di posti e le squadre, a dispetto del campo allentato, si affrontarono a viso aperto.
Il primo tempo sorrise però ai veneti, che andarono al riposo in vantaggio per 2-0. Per il Montevarchi sembrava svanire il sogno promozione e invece i rossoblù trovarono la forza di reagire, accorciando le distanze al 49' con Menchetti e trovando il pari all'84' con Scattini. Sospinti dall'incitamento dei tifosi i valdarnesi moltiplicarono energie e determinazione, trovando così il vantaggio con Ermini all'87' e il goal del definitivo 4-2 con Arcadio al 91'.
Con una sola partita rimasta da giocare e con un punto di vantaggio la società mise a disposizione degli sportivi ben due treni speciali per affrontare l'ultima trasferta della stagione: la domenica successiva più di tremila montevarchini invasero (pacificamente) Lugo di Romagna per l'atto finale della stagione.
La partita terminò con la vittoria dei rossoblù per 2-1, aprendo così al Montevarchi le porte della Serie C1.
Il successivo campionato si aprì anch'esso in modo clamoroso: dopo essersi rafforzato nei vari reparti i rossoblù si trovarono, inaspettatamente, in testa alla classifica dopo poche giornate e, sull'onda dell'entusiasmo, mantennero un passo che permetteva loro di occupare un posto nei play-off per la promozione in serie B.
L'atmosfera cambiò bruscamente il 17 gennaio 1996 quando, a fronte di un intervento cardiaco fallito, morì Vasco Farolfi: la squadra perse di coesione e precipitò nei bassifondi della classifica, riuscendo comunque a mantenere (e a farlo per altri 4 campionati) la permanenza in C1.
Tra i calciatori più famosi che hanno vestito la maglia del Montevarchi in quel periodo si ricordano l'attaccante dell'Udinese Bernardo Corradi e l'ex della Salernitana Antonio Arcadio, quest'ultimo protagonista della promozione in Serie C1.
A questi si aggiunge anche Guido Carboni, fratello maggiore di Amedeo (ex calciatore di Sampdoria, Roma e Valencia): proprio nel Montevarchi Guido ha realizzato il record di reti segnate in una sola stagione nella sua carriera.
Al termine della stagione 1997-1998 Grazia Farolfi, figlia del defunto Vasco, comunicò l'intenzione di lasciare la società e il suo posto (riservatole fin dal giorno dopo la morte del padre) fu rilevato da Giuliano Sili, fino ad allora direttore sportivo della squadra.
I successivi campionati, però, videro prima la retrocessione in C2 (nella stagione 1999-2000) e poi una lunga schiera di annate grigie, pur militando tra i professionisti.

### Gli anni duemila
Evento rimarchevole nella storia della società di quegli anni fu la vittoria contro l'allora Florentia Viola sul campo dell'Artemio Franchi di Firenze nel girone d'andata di Serie C2 del 2002, con gol all'82' dell'attaccante Marco Cellini, che successivamente militò (anche) in serie B nelle file dell'AlbinoLeffe.
Terminata quella stagione, in cui il Montevarchi si salvò evitando i play-out per un solo punto grazie a una clamorosa rimonta nelle ultime giornate di campionato, la squadra ne attraversò una molto travagliata in cui, guidata (tra l'altro) da Francesco Graziani e, infine, dall'ex Gianluca Gallorini, retrocesse direttamente in serie D dopo la sconfitta nel campo della Rosetana.
La stagione successiva, ripescato in Serie C2 e affidata di nuovo a Gallorini, il Montevarchi (schierando una formazione totalmente rinnovata) ottenne un lusinghiero nono posto ma nella stagione 2005/06 la squadra, dopo un inizio affidato a Claudio Luperto, in seguito sostituito da Claudio Filippi, non seppe mai uscire dalle zone basse della classifica e fu costretta ad affrontare il Prato ai play-out: il doppio pareggio per 0-0 favorì i lanieri, che avevano una miglior posizione nel campionato, decretando così la retrocessione in Serie D dei rossoblù dopo 28 anni passati tra i professionisti.
Durante l'estate successiva si chiuse la (molto discussa) amministrazione di Giuliano Sili (durante la quale la società arrivò a un passo dal crac finanziario), cui subentrò Enrico Rossi nella veste di presidente, assieme a Luciano Cappelletti, unico rimasto della vecchia società.
L'inizio della nuova gestione fu in sordina: la prima stagione di serie D 2006-2007 si concluse con il settimo posto e il mancato raggiungimento dei play-off, mentre nella successiva la squadra (dopo che la società fu coinvolta in un autentico braccio di ferro col comune che, lamentando il mancato pagamento dei canoni di utilizzo dello stadio, negò l'utilizzo dell'impianto nelle prime giornate, costringendo così la squadra a disputare gli incontri interni in campo neutro e a porte chiuse) terminò il campionato con un quindicesimo posto e la salvezza ai play-out.
Nella stagione 2008-2009, il Montevarchi, allenato da Marco Brachi, non riuscì a ottenere la promozione diretta a causa del dominio assoluto della Lucchese, ma si qualificò comunque ai play-off, dove fu sconfitta dal Gavorrano 2-0 (fuori casa) direttamente al primo turno.
Nel 2009-2010, sotto la guida di Giuseppe Scattini prima, e Stefano Mobili (ex Cagliari in serie A) poi, la squadra disputò un campionato tormentato, riuscendo a evitare i play-out per un solo punto.

### Gli anni duemiladieci
Durante il campionato 2010-2011 la crisi societaria raggiunse un punto critico: il comune, stanco delle insolvenze che si trascinavano da anni, negò fino all'ultimo istante la disponibilità dello stadio alla società, che concesse solo 5 giorni prima dell'inizio del campionato.
La stagione incominciò in modo ingannevolmente accattivante: in panchina tornò Tommaso Volpi (che nella stagione 2007-2008 aveva contribuito al raggiungimento della salvezza, seppure ai play out), la campagna acquisti fu scoppiettante (su tutti si segnalarono gli arrivi di Foglia, Pecorelli, il ritorno di Sala, già protagonista nella stagione 2004-2005, e gli innesti di Roma, Gai, Frijio, Rossi, Leto, Raso, Caligiuri e Carrozza) e l'inizio di campionato fu sorprendente, in quanto la squadra si trovò a lottare per il primo posto col Perugia.
Il 26 settembre la Curva Sud, intitolata a Vasco Farolfi, per l'ultima volta si riempì (come ai bei tempi) per il derby con l'Arezzo e prima della fine di ottobre il Montevarchi si trovò in testa alla classifica.
Sembrava l'anno buono per il rilancio del calcio cittadino e invece, a novembre, tutto cominciò a crollare.
Il 14 di quel mese la partita interna col Castello Group incominciò con 25 minuti di ritardo: il motivo ufficiale fu l'assenza di un medico al bordo del campo ma, si scoprirà il giorno dopo, la vera causa fu dovuta al fatto che giocatori avevano deciso di manifestare (in modo clamoroso e plateale) il loro dissenso contro la società per il mancato pagamento dei compensi loro promessi.
Non erano i soli: a loro si aggiunsero il comune (che continuava a reclamare gli arretrati dei canoni di utilizzo dello stadio, evidentemente ancora non corrisposti, negando infine l'utilizzo dell'impianto al di fuori delle gare domenicali, costringendo così la squadra ad allenarsi nei campetti di periferia) e numerosi altri fornitori, che lamentavano la medesima situazione.
La situazione diventò insostenibile e a dicembre, quando si riaprì il mercato, i giocatori ingaggiati inizialmente se ne andarono l'uno dopo l'altro in un'autentica diaspora (anche Volpi se ne andò, salvo ritornare nelle ultime giornate, disertando però i play out) e, nell'imperversante caos societario (si parlò di un iniziale interessamento di un imprenditore a rilevare la squadra ma, alla prova dei fatti, tutto sfumò nel nulla), si riaccese una vorticosa quanto clamorosa campagna acquisti: partenze e arrivi si susseguirono di giorno in giorno, fino a totalizzare la pazzesca quota di 72 giocatori tesserati dall'inizio della stagione (tra cui 10 portieri), con un allenatore diverso per ogni partita disputata nei primi 2 mesi del girone di ritorno.
Nel frattempo i tifosi, esausti ed esasperati, persero definitivamente la pazienza e decisero di manifestare il proprio dissenso (e disprezzo) nei confronti della società in modo eclatante, disertando in massa lo stadio: lo slogan "Assenza maggiore presenza" fu applicato in modo duro e, durante l'intero girone di ritorno, le partite casalinghe si disputarono in un'atmosfera spettrale, con spalti totalmente deserti (non accadeva dalla stagione 1940/41 ma, all'epoca, il motivo era ben più grave, dovuto all'imperversare della II guerra mondiale e la società era vittima degli eventi).
La stagione, dopo una lunga agonia di sconfitte e un colossale tracollo in classifica, terminò con la retrocessione dopo i play-out: pareggiando l'andata per 0-0 e perdendo il ritorno per 3-0 contro l'Orvietana, il Montevarchi scese, per la prima volta nella sua storia, in Eccellenza Toscana.
Nel frattempo sia Enrico Rossi sia Luciano Cappelletti lasciarono la guida della società, cui subentrò tale Angela Perez (compagna, tra l'altro, di Tommaso Volpi).
Fu un'estate rovente per il Montevarchi: il nuovo sindaco dichiarò pubblicamente che la città non aveva più fiducia alcuna nella dirigenza e chiese che questa consegnasse "le chiavi" della società al comune, che avrebbe provveduto a cercare un possibile acquirente.
Ma Perez e compagni non mollarono: l'iscrizione al campionato arrivò al fotofinish grazie, sostenne la presidentessa, al contributo di un anonimo legato al "Comitato Orgoglio rossoblù", che però smentì categoricamente tutto quanto con un comunicato durissimo nei confronti della proprietà.
Alla fine di luglio, in modo grottesco, la società invitò pubblicamente (con tanto di annunci sui giornali) chiunque fosse stato interessato a vestire la maglia rossoblù a proporre la propria candidatura inviando in sede il curriculum sportivo!
Ebbe così inizio un campionato, quello del 2011-2012, disastroso, costellato di sconfitte e disertato dalla totalità degli sportivi (che mai smisero di contestare la proprietà), durante il quale cadde la goccia che fece traboccare il vaso: a fronte di numerose istanze di fallimento il Tribunale di Arezzo chiese alla società il pagamento perentorio delle somme ancora insolute e, constatando la totale latitanza della proprietà (che non si presentò alle convocazioni), tra il 30 ottobre e l'11 novembre 2011 ne dichiarato ufficialmente il fallimento.
Il successivo 24 novembre la squadra fu anche esclusa dal campionato di Eccellenza Toscana dopo sole 13 giornate, in conseguenza della radiazione dalla Federazione, sconvolgendo (tra l'altro) la classifica del girone con l'annullamento dei risultati ottenuti dalle varie squadre contro i rossoblù e obbligando (da allora in poi) le avversarie a un turno forzato di riposo quando avrebbero dovuto incontrare il Montevarchi.
La giustizia sportiva infliggerà, in seguito, pesanti sanzioni sia a Enrico Rossi sia ad Angela Perez, rimproverando loro, tra l'altro, la pessima gestione societaria e l'omissione della presentazione dei bilanci relativi agli esercizi 2010 e 2011.
Nella stagione 2011-2012 l'altra società cittadina, denominata Audax Montevarchi, militante in seconda categoria, si rese disponibile a raccogliere testimone ed eredità (sportiva) della vecchia Aquila e, pertanto, divenne la prima squadra, acquisendo subito la (storica) denominazione di "Club Sportivo Aquila 1902 di Montevarchi" (per gentile concessione di Vittorio Firli, legittimo depositario del marchio), gettando così le basi per il rilancio del calcio cittadino.
In quel momento, però, l'Audax, dopo 11 turni, occupava il penultimo posto in classifica, avendo racimolato la miseria di 4 punti e neppure gli innesti dei giocatori provenienti dalla vecchia Aquila (con Antonio Arcadio come allenatore) riuscirono a invertire la preoccupante tendenza quando, inaspettatamente, Christian Riganò (che era entrato in disaccordo con l'U.S.D. Jolly e Montemurlo, militante nel campionato di Eccellenza) chiese di potersi allenare coi rossoblù.
La società colse al volo l'occasione e tesserò l'ex viola per il resto della stagione: da allora, sostenuta da un numero sempre crescente di tifosi e tonificata dai gol del nuovo centravanti, la squadra incominciò una clamorosa rimonta (vincendo 14 partite su 16, senza più subire sconfitte) che la portò a sfiorare i play off per la promozione, mancati per un solo punto!
Nella stagione 2012-2013 il Montevarchi ha militato nel girone L toscano di 2ª Categoria, vincendo il campionato (e tutte le gare giocate in casa) con 4 turni di anticipo e ottenendo la promozione in 1ª Categoria.
Nella stagione 2013-2014 ha militato nel girone E toscano di Prima Categoria, vincendo il campionato e ottenendo la promozione nella categoria superiore.
Nella stagione 2014-2015 ha militato nel girone B toscano di Promozione, vincendo il campionato con un turno di anticipo e ottenendo l'accesso in Eccellenza (centrando, per la prima volta nella sua storia, la terza promozione consecutiva).
Nella stagione 2015-2016 ha militato nel girone B toscano di Eccellenza, arrivando secondo in campionato (prima volta con tre squadre valdarnesi nei primi tre posti, Rignanese, Montevarchi e Bucinese) disputando poi i play-off regionali: vince la semifinale in casa contro il Foiano per 2-0 ma perde la finale contro il S.Donato Tavarnelle in campo neutro di Sesto Fiorentino per 2-0, nonostante la "spinta" di 1.000 tifosi provenienti da Montevarchi.
Nella stagione 2016-2017, con quattro giornate di anticipo, la formazione rossoblù conquista la promozione in Serie D, che mancava da ben sei anni. Il 10 maggio 2017 allo stadio "Bozzi" delle due strade di Firenze vince la Supercoppa di Eccellenza nel triangolare contro Seravezza, e Baldaccio Bruni di Anghiari.
Nella stagione 2017-2018, quella del ritorno in Serie D, i rossoblù di mister Rigucci si piazzeranno al nono posto finale lottandosi la possibilità di giocarsi i play-off fino alla penultima giornata di campionato. Da ricordare la vittoria esterna nel derby con la Sangiovannese terminato 2-0 grazie alle reti di Essoussi e Rosseti. A fine anno il tecnico fiorentino del Montevarchi lascerà la guida dopo quattro stagioni e due promozioni.
Nella stagione 2018-2019 il Montevarchi, allenato da Simone Venturi, si è piazzato al 5º posto (ottenendo il suo personale record di punti raccolti in un campionato di serie D a 20 squadre), qualificandosi pertanto ai play-off (disputati contro il Ponsacco, con la gara terminata sul 2-2 dopo i tempi supplementari e sancendo l'eliminazione dei rossoblù solo per la regola del miglior punteggio degli avversari), mentre in coppa Italia di categoria riesce a progredire fino ai quarti di finale, uscendo sconfitta fuori casa contro il Giulianova per 2-1. Il 1º giugno riesce a rientrare in possesso dello stemma storico, cui aveva forzosamente dovuto rinunciare dopo il fallimento del 2011.
Nella stagione 2019-2020 ottiene nuovamente il 5º posto in Serie D sotto la guida di Roberto Malotti (stagione interrotta a causa della pandemia di COVID-19 a otto giornate dal termine dalla FIGC in data 20 maggio 2020, che non ha permesso, così come a nessun altro, di disputare i play off).

### Gli anni duemilaventi
Anche la stagione 2020-2021 fu pesantemente influenzata dalla pandemia di COVID-19: in autunno la squadra divenne un focolaio dell'infezione, con nove atleti coinvolti, arrivando ad accumulare un ritardo di cinque partite rispetto alla normale prosecuzione del campionato. La situazione d'emergenza costrinse inoltre la totalità degli sportivi a non poter assistere agli incontri al Brilli Peri, stante l'obbligo di disputare tutte le partite "a porte chiuse", come deciso dagli organismi federali (la restrizione si "allentò" soltanto nelle ultime due giornate, quando la Lega ammise un accesso ridotto dei tifosi al Brilli Peri).
La società, fedele al suo "progetto" e valutata la difficoltà della situazione generale, impostò la squadra secondo la cosiddetta "linea verde", ossia confermando alcuni elementi dell'anno precedente e inserendo nuovi giovani, arrivando a gestire una rosa la cui età media non raggiungeva i 23 anni (tra cui il poco conosciuto Sulayman Jallow).
L'acquisto più importante di tutti, però, si rivelò proprio Roberto Malotti che, fin dal principio, plasmò la squadra secondo i suoi dettami di gioco e a trasmise i giusti stimoli ai giocatori, i quali risposero in modo eccellente sul campo.
Tuttavia la complessa situazione pandemica e l'accumulo delle partite da recuperare rese difficoltoso agli sportivi comprendere in quale posizione di classifica si trovasse effettivamente il Montevarchi e quando, a marzo 2021, la situazione parve normalizzarsi, si concretizzò un ritardo di 10 punti rispetto al Trastevere, fino a quel momento capolista del raggruppamento.
Ma il girone di ritorno si trasformò in una appassionante rimonta: la squadra, galvanizzata dai risultati ottenuti, non perse più una partita e rieuscì a centrare la (insperata) promozione in Serie C con una giornata di anticipo, addirittura la domenica in cui si disputò il derby con la Sangiovannese (al Fedini). A fine campionato i punti di distacco sulla seconda classificata furono 11 e Sulayman Jallow divenne capocannoniere del girone con 21 reti segnate.
La fine tardiva del campionato (giugno inoltrato) e le numerose partite ancora da disputare negli altri gironi non consentirono di assegnare lo scudetto dei dilettanti.
La società affrontò la stagione 2021-22 con lo stesso spirito di quelle disputate finora: conferma la "linea verde" della squadra, inserì nella rosa elementi provenienti dalle serie inferiori (come Barranca, Boccadamo e Gambale) o chiese in prestito a squadre di categorie superiori giovani da valorizzare (come Mercati del Sassuolo, Dutu della Fiorentina, Boiga del Genoa e Mionić del Milan).
Dato che il Brilli Peri richiedeva numerosi adeguamenti per rispondere ai dettami imposti dalla Lega Pro, la squadra giocò tutte le partite del girone di andata e la prima di ritorno allo stadio "Mannucci" di Pontedera, comunque seguita dai suoi sostenitori.
Nel girone figuravano formazioni che hanno calcato i campi di Serie A (Ancona, Cesena, Modena, Pescara, Reggiana, Siena) o di Serie B (Fermana e Virtus Entella) ma la squadra, sempre allenata da Malotti, pur con rendimento alterno, affrontò le rivali senza nessun timore (rimarchevoli sono le vittorie contro Virtus Entella, Fermana, Modena e Cesena) e non solo centrò l'iniziale obiettivo della salvezza con una giornata d'anticipo, ma addirittura sfiorò l'accesso ai playoff (conquistando un lusinghiero 12º posto), mentre Gambale si mise in evidenza segnando 12 gol.
Nell'annata seguente, pur riprendendo la stessa organizzazione dell'anno precedente, la stagione iniziò in modo confuso: la società faticò a completare la rosa dei giocatori, nel precampionato la squadra zoppicò perfino con squadre di categoria inferiore e addirittura, in un'intervista, Malotti accennò di soffrire di "problemi di salute" che allarmarono la tifoseria. Non bastante tutto questo, nelle prime giornate di campionato, alcuni giocatori (Boiga, Martinelli e Barranca) si infortunarono in modo talmente grave da pregiudicare non solo il loro prosieguo del campionato ma (forse) perfino la carriera! Dopo un inizio contraddittorio e nonostante alcune vittorie incoraggianti, la squadra si ritrovò a lottare per non retrocedere e quando il calendario propose degli scontri ritenuti più abbordabili, invece di fare l'auspicato cambio di passo sprofondò ancor di pù in classifica finché, nel dicembre del 2022 l'allenatore Malotti si dimise dal suo incarico, sopraffatto dai problemi di salute. La società cercò di correre ai ripari: fu chiamato il giovane allenatore Marco Banchini. e pescò nel mercato invernale alcuni rinforzi (si segnalano, tra gli altri, Franco Mussis, che vantava presenze sia nel San Lorenzo che in serie A italiana e Joshua Perez, quest'ultimo convocato anche nella nazionale dell'El Salvador), tuttavia il rendimento della squadra rimase sempre al di sotto delle aspettative e nonostante alcune vittorie, alla quart'ultima giornata di campionato, a causa dell'ennesima sconfitta, anche Banchini fu esonerato e sostituito da Coppi, già allenatore della formazione primavera. Ma neanche questo cambio sortì effetti positivi: ultima in classifica fin dalla giornata 24, la squadra prima perse il derby col Pontedera e successivamente, dopo la sconfitta in campionato del 15 Aprile 2023 contro l'Alessandria (partita terminata 1-2 in favore degli alessandrini, dopo un illusorio vantaggio) la squadra, avendo racimolato la miseria di 27 punti in 37 giornate, retrocesse in Serie D.
Il ritorno in Serie D 2023-2024, nella massima categoria dilettantistica, fu all'insegna della sofferenza, con la squadra intruofolata nei bassifondi della classifica. Il ko a febbraio nel derby con il Figline, dopo un'aspra contestazione della tifoseria, costò l'esonero di Calori, allenatore dei rossoblù fin da inizio stagione. A risollevare i rossoblù fu chiamato Loris Beoni, ex assistente tecnico di Maurizio Sarri. Con Beoni tecnico il Montevarchi si risollevò con convincenti prestazioni, riuscendosi a salvare con una giornata d'anticipo nel derby provinciale con il Vivi Altotevere Sansepolcro.

## Colori e simboli
I colori sociali sono il rosso e il blu, mentre la seconda maglia è da sempre bianca con pantaloncini bianchi; non sono però mancate soluzioni cromatiche differenti.
Il primo stemma noto dell'allora società ciclistica era un'aquila con le ali spiegate appollaiata sopra una ruota di bicicletta, all'interno della quale campeggiavano i colli e il lambello mutuati dallo stemma civico, sovrapposti a una fascia verticale rossoblù.
Il 17 dicembre 1926 venne introdotto un nuovo simbolo, in forma di scudetto partito verticalmente: a sinistra campeggia il monogramma SCA (Società Ciclistica Aquila), a destra i monti e il lambello.
A seguito della rifondazione del 2014, non potendo momentaneamente utilizzare il simbolo del 1926, si scelse di attualizzare il logo più antico: la ruota di bicicletta fu privata dei raggi e nella corona fu inserita la ragione sociale
Dalla stagione 2019-2020 è stato ripristinato lo stemma del 1926, con solo alcune modifiche cosmetiche a livello di colori e resa grafica.

Stemma in uso fino al 2014
Stemma in uso dal 2014 al 2019
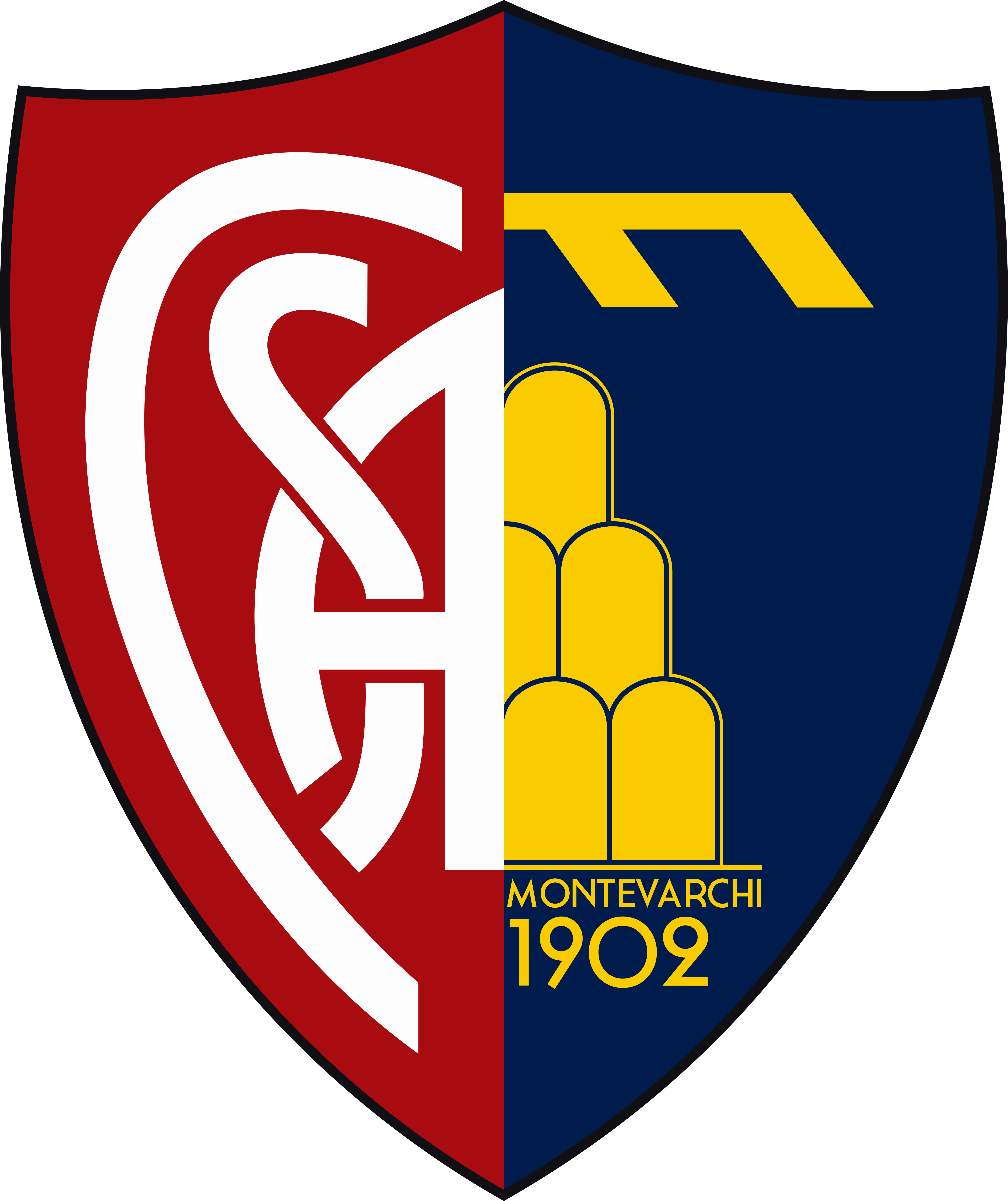
Stemma storico del 17 dicembre 1926, tornato in uso dalla stagione 2019-2020

## Strutture

### Stadio
Sede delle partite casalinghe è lo Stadio Gastone Brilli Peri di Montevarchi.
L'impianto presenta le seguenti caratteristiche:
- Posti totali: 3200 circa
- Larghezza campo: 65 m
- Lunghezza campo: 105 m
- Fondo: Erba

## Palmarès

### Competizioni nazionali
- Coppa Italia Dilettanti: 1

1983-1984
- Serie C2: 1

1994-1995 (girone B)

### Competizioni interregionali
- Serie D: 3

1969-1970 (girone E), 1971-1972 (girone E), 2020-2021 (girone E)
- Campionato Interregionale: 1

1983-1984 (girone E)

### Competizioni regionali
- Prima Divisione: 2

1938-1939 (girone A, Toscana), 1951-1952 (girone F)
- Eccellenza: 1

2016-2017 (girone B)
- Promozione: 1

2014-2015 (girone B)
- Prima Categoria: 4

1961-1962 (girone C), 1965-1966 (girone C), 1966-1967 (girone B), 2013-2014
- Seconda Categoria: 1

2012-2013
- Supercoppa di Eccellenza toscana: 1

2017

### Altri piazzamenti
- Serie C2:

Secondo posto: 1978-1979 (girone A), 1987-1988 (girone A)
Terzo posto: 1991-1992 (girone B)
- Serie D:

Terzo posto: 1967-1968 (girone E), 1977-1978 (girone E)
- Campionato Interregionale:

Terzo posto: 1982-1983 (girone E)
- Eccellenza:

Secondo posto: 2015-2016 (girone B)
- Campionato Dilettanti:

Secondo posto: 1958-1959 (girone B)
- Promozione:

Secondo posto: 1954-1955 (girone C), 1955-1956 (girone B)
Terzo posto: 1952-1953 (girone C), 1953-1954 (girone C), 1956-1957 (girone C)
- Prima Categoria:

Secondo posto: 1964-1965 (girone B)
- Coppa Italia Serie C:

Semifinalista: 1993-1994

## Statistiche e record

### Partecipazione ai campionati nazionali
| Livello | Categoria                 | Partecipazioni | Debutto   | Ultima stagione | Totale |
| ------- | ------------------------- | -------------- | --------- | --------------- | ------ |
| 3º      | Prima Divisione           | 4              | 1931-1932 | 1934-1935       | 27     |
| 3º      | Serie C                   | 15             | 1935-1936 | 2022-2023       | 27     |
| 3º      | Serie C1                  | 8              | 1979-1980 | 1999-2000       | 27     |
| 4º      | Promozione                | 1              | 1948-1949 | 1948-1949       | 29     |
| 4º      | Serie D                   | 10             | 1967-1968 | 2020-2021       | 29     |
| 4º      | Serie C2                  | 18             | 1978-1979 | 2005-2006       | 29     |
| 5º      | Campionato Interregionale | 2              | 1982-1983 | 1983-1984       | 7      |
| 5º      | Serie D                   | 5              | 2006-2007 | 2010-2011       | 7      |

### Statistiche di squadra
La prima partita ufficiale di campionato del Montevarchi affiliato alla FIGC, 3 divisione toscana, fu giocata a Santa Croce sull'Arno il 27 ottobre 1929 e terminata 1-1, l'autore del primo storico gol fu Giovanni Busoni, mitico centravanti dell'Aquila Montevarchi degli anni trenta.
Il primo derby ufficiale del Valdarno contro la Sangiovannese fu giocato a Montevarchi l'8 dicembre 1929, nel campionato di 3 divisione toscana, e si concluse con la vittoria del Montevarchi per 3-0, con reti di Marchionni-Busoni-Busoni. Il primo derby giocato contro l'Arezzo fu disputato in terra aretina il 26 ottobre 1930 e vinto dal Montevarchi per 2-0 con reti di Busoni e Pieraccioli.
La prima volta che una squadra di Serie A è venuta a giocare in Valdarno, e precisamente a Montevarchi, è stato nel 1933 in occasione dell'amichevole tra Montevarchi e Torino, partita che rientrava nella trattativa per la cessione di Giovanni Busoni al Torino.

### Statistiche individuali
Il più grande capocannoniere del Montevarchi di tutti i tempi è Giovanni Busoni (1929-1930, 1930-1931, 1931-1932, 1946), con 84 reti segnate in 64 partite disputate, record imbattuto dal 1932.

## Tifoseria
I primi gruppi ultras del Montevarchi, nacquero all'inizio degli anni '70 col gruppo "Club Asso di Fiori", sorto durante il campionato di Serie D 1967-1968, seguito da "MCL" nel 1976, dalle "Brigate Rossoblu 1984", dagli "Ultrà Giglio 1988" e dal “Crazy Group”. Nelle due decadi successive, gli ultras montevarchini si schierarono politicamente a sinistra, distinguendosi per iniziative legate all'antirazzismo, poi, nel 2007 i tre gruppi principali decisero di sciogliersi non seguendo più la squadra fino al suo fallimento societario. Attualmente il gruppo principale della curva è "Armata Guido Guerra"

### Gemellaggi e rivalità
Il Montevarchi annovera gemellaggi con le tifoserie di Empoli, gemellaggio che sussiste dal 1988, e Lanciano; sussustino anche amicizie coi supporter di Ancona, Parma, Fasano e in passato anche quelli del Novara.
Per i reciproci trascorsi dei giocatori Paolo Ponzo e Paolo Martelli (entrambi scomparsi prematuramente) e per la comune rivalità con il Rimini, si è instaurata una (ricambiata) forma di "rispetto" con la tifoseria del Cesena.
Per quanto riguarda le rivalità la tifoseria del Montevarchi Calcio vanta vari asti con molte tifoserie, ma da segnalare le più accese sono senza alcun dubbio quella con l’Arezzo, con il quale i valdarnesi giocano il derby più sentito, la Sangiovannese, con la quale si disputa il così detto “derby del Valdarno”, il Siena, rivalità creatasi dopo duri scontri negli anni ‘80 e ‘90, e il Rimini, che, sebbene la lontananza geografica, è da considerare quasi un vero e proprio derby, visto che nella maggior parte degli incontri tra le 2 compagine le 2 tifoserie hanno causato vari incidenti, come quelli del 2018 che provocarono varie diffide da ambedue le parti.
Inoltre il Montevarchi annovera rivalità con tutte le tifoserie toscane al di fuori dell’Empoli e con altre fuori regione, ma in particolare con:  Carrarese, Viareggio, Massese, Prato, Pistoiese, Lucchese, Ternana, Giulianova, Spezia e Alessandria.

### Il derby del Valdarno

#### Origini
La rivalità fra le città di Montevarchi e San Giovanni Valdarno, ha forse origine nella notte dei tempi, pur essendo praticamente attaccate l'una all'altra, e quindi pur essendo così territorialmente vicine, hanno avuto tradizioni, costumi, e cultura, molto differenti tra loro e questo ha senz'altro contribuito a tracciare una distanza tra i due paesi che poi ha di fatto alimentato una rivalità che si è protratta fino ai giorni nostri.
Ma lo spartiacque che segnerà un prima e un dopo, e in maniera irreversibile la rivalità tra le due città, è senza dubbio da ricercarsi nelle vicende che hanno caratterizzato le elezioni politiche del 26 ottobre 1913, tra i candidati Frisoni (Montevarchi) e Luzzatto (San Giovanni Valdarno). Così Carlo Fabbri commenterà nella prefazione del libro di Aldo Ferrucci lo scontro politico fra i due contendenti, e contestualmente dei due paesi.
"Le rivalità politiche erano accentuate anche dall'opposizione storica fra i due maggiori centri della vallata: quello di San Giovanni, antico capoluogo del vicariato fiorentino e granducale,ora maggiore beneficiario della politica industriale luzzattiana, e quello di Montevarchi, il più popoloso della vallata, di tradizione agricola e commerciale (la sua recente industria era legata in gran parte alla produzione della campagna)".
La campagna elettorale fu contraddistinta da feroci eventi di inaudita violenza, tanto che dovettero intervenire più volte truppe dell'esercito e i reali carabinieri di Arezzo. Durante alcuni scontri, tra frosiniani e luzzattiani, non di rado finivano con manganellate e colpi di pistola, e in uno di questi casi trovò la morte un cittadino di Montevarchi.
Emblematico e profetico fu il rapporto del prefetto di Arezzo, quando all'avvicinarsi di un comizio del Luzzatto in quel di Montevarchi, alcune donne di Montevarchi guidate da un avvocato di parte frosiniana, dichiararono che la venuta del Luzzatto non avrebbe dovuto assolutamente avere luogo, essendo esse pronte a sacrificare se stesse e i loro figli, gettandosi davanti alla sua automobile piuttosto che lasciargli libero il passo.
Il prefetto così commentò.
"io ho cercato naturalmente di buttare molta acqua su cotanto fuoco, però non posso fare a meno di confessare che l'impressione riportata dai loro discorsi fu di un accanimento addirittura feroce contro il predetto on.le e contro il paese di San Giovanni che è la sua piazzaforte; ciò che senza dubbio è molto triste a constatarsi, perché rivela uno stato d'animo assaltato ed un rancore e quasi un odio profondo fra i due paesi che minaccia di essere durevole anche per l'avvenire".
Da allora le divisioni fra i due paesi si divaricarono ancora di più e la rivalità si accentuò in modo molto forte, fino a concentrarsi e identificarsi in maniera sempre più convinta, partecipativa e a volte anche violenta con l'avvento della nascita delle rispettive squadre calcistiche, Sangiovannese e Aquila Montevarchi che dal 1929 daranno vita a derby cruenti e spettacolari che coinvolgeranno migliaia di tifosi. Alla fine però, forse, (metaforicamente) il primo derby del Valdarno è da considerarsi proprio quello delle elezioni politiche del 26 ottobre 1913 e anche se non fu una partita di calcio fini comunque con una contesa e un vincitore. Frisoni (Montevarchi) 10 794 voti batte Luzzatto (San Giovanni Valdarno) 6 415 voti.

#### Storia
La storia iniziò con un 3-0. Il Montevarchi venne affiliato alla Federcalcio in Terza Divisione, nel campionato regionale 1929/1930, la squadra dell'allenatore-giocatore Tuti, di Pieraccioli e del bomber Busoni perse la promozione all'ultima giornata con il Santacroce. E proprio in quella stagione gli aquilotti si misurarono per la prima volta con il Marzocco l'allora Stiv San Giovanni. Perentorio il successo montevarchino in casa: 3-0 l'8 dicembre 1929, con centro di Marchionni e doppietta del bomber Busoni (ceduto qualche tempo dopo al Torino per l'allora ragguardevole cifra di 80 000 lire). Il ritorno terminò 0-0. La storia infinita del derby inizia così in un periodo segnato per l'Aquila dall'avvento di allenatori ungheresi, maestri del cosiddetto "sistema", abili nell'insegnamento dei fondamentali , ma non sempre vincenti: da Csapkai, semplificato dai tifosi rossoblù in cescai, a Koszegj. Cominciano tra le due grandi guerre, i confronti serrati con i Sangiovannesi sul terreno e...in tribuna. Spesso dagli sfottò tipici della tradizionale vis polemica dei toscani, si passa alla scazzottata. Sono però, i tre decenni successivi al secondo conflitto a consolidare il fascino del confronto con i "cugini", una gara sui generis, con il pronostico smentito dal verdetto del rettangolo verde.
Zavagli, Listanti, Lucchesini, e più avanti Negrisolo, Notari, Trevisan sono gli alfieri di un'Aquila che si affida più volte in panchina, tra addii e repentini richiami, all'indomito livornese Costanzo Balleri, per tutti il lupo. L'allenatore che ha diretto il Montevarchi anche nel torneo 78/79, quello del lunghissimo braccio di ferro con la Sangiovannese e con altre tre società Carrarese, Cerretese e Imperia, culminato quasi alla metà di luglio, con la promozione (dopo finale spareggio con la Carrarese vinto per 3-2) dei rossobu in C1.
La gara per antonomasia del Valdarno scomparve dal professionismo nella primavera dell'82, con la retrocessione di Aquila e Marzocco in Interregionale. Due stagioni più tardi solo i rossoblù riuscirono a risalire, mentre per gli azzurri iniziò un calvario terminato solo nel 2000. Dal 2016 si è aggiunto al tradizionale derby maschile, anche quello femminile, con le rispettive squadre, Aquila Montevarchi 1902 e Marzocco Sangiovannese, che ha da subito incuriosito prima, e appassionato poi una sempre crescente simpatia e una folta rappresentanza di tifosi delle due città.
Nel 2019 si celebreranno i 90 anni dalla prima partita del derby (8 dicembre 1929) e il 2 febbraio 2020 la sfida n. 100 del derby del Valdarno giocata al Brilli Peri, che terminò 1 a 1 con le reti di Giustarini per gli aquilotti e Mencagli per il Marzocco.

#### Il derby del '44
Il 1944 fu l'anno del passaggio del fronte in Valdarno, ma appena possibile, ricominciò anche allora una ridotta attività sportiva, limitata a partite amichevoli con squadre del circondario.
Fu così che, nella comune gioia della liberazione, furono organizzate due incontri amichevoli tra le eterne rivali.
Durante la prima partita, disputata a Montevarchi, l'Aquila si impone per 1-0 grazie a un rigore concesso negli ultimi minuti (fortemente contestato dagli ospiti, i quali accusavano di sfacciata partigianeria l'arbitro montevarchino che aveva diretto l'incontro).
Nella "maledetta" domenica del 10 dicembre 1944, (15 anni dopo il primo derby del '29) la squadra rossoblù restituisce la visita amichevole agli azzurri del San Giovanni.
La partita viene diretta dal sig. Cardinali (Sangiovannese) il quale, nel finale della gara, ravvisa gli estremi di un rigore contro i rossoblù, ma la massima punizione viene neutralizzata dal portiere Babacci e l'incontro termina in parità.
Nasce però improvvisa, non si sa da che cosa originata, una forte contestazione alla squadra rossoblù, e massimamente nei confronti del suo allenatore Renato Pieraccioli.
Si assedia lo spogliatoio ospite ma, come raccontano i protagonisti di parte montevarchina, nessuno di loro era preoccupato più di tanto: sapevano (o forse speravano) di poter contare sulla serietà della società ospitante e dei suoi stessi giocatori, con alcuni dei quali avevano rapporti di amicizia.
L'allenatore, credendo di far cessare anticipatamente la "gazzarra" intorno allo spogliatoio, decise di sua iniziativa (o forse mal consigliato, pur se in buona fede) di allontanarsi da una porticina secondaria e guadagnare attraverso i campi la via di casa.
Pieraccioli si affacciò allo spogliatoio, impartì le ultime disposizioni alla squadra, secondo il suo stile preciso e scrupoloso, e si allontanò.
Da quel momento nessuno lo vide mai più, e il suo corpo non fu mai ritrovato: vedovo, lasciava due figli in tenera età (il suo nome si aggiunse ad una lunghissima lista di persone scomparse in quel periodo).
Dieci anni dopo, nel 1954 una lettera anonima riaprì il caso: le forze dell'ordine, dopo accurate indagini, segnalarono due persone all'autorità giudiziaria (una delle quali minorenne all'epoca dei fatti, entrambe residenti all'estero per lavoro), ma questa non ritenne sufficienti le prove addotte e archiviò definitivamente la vicenda, scagionando gli indiziati.
Per onorarne la memoria il Club Sportivo Aquila 1902 ha dedicato il settore "poltroncine numerate" dello stadio Brilli Peri a Renato Pieraccioli, mentre l'A.S.D. Calcio Pestello (espressione calcistica di un quartiere della città) gli ha intitolato il proprio impianto sportivo.

## Attività polisportiva

### Ciclismo
La società nacque nel 1902 con il nome di "Società Ciclistica Aquila", con colori sociali bianco e blu, principalmente orientata alla propaganda del ciclismo; il primo presidente fu Grevi. La società ebbe subito un buon numero di iscritti, che si riunivano per gite, raduni e convegni nei paesi vicini. Gli atleti più rappresentativi di questo periodo, per le gare in linea e di velocità, furono: N. Parigi, G. Cosi e su tutti Gastone Brilli Peri.
Negli anni venti l'atleta più rappresentativo fu Gino Failli, che negli anni 40 sarà anche presidente del "Club Sportivo Aquila Calcio". Nel 1940 Franco Naldini vinse il campionato toscano Allievi e fu secondo al campionato italiano di ciclismo. Dopo la guerra iniziò il cosiddetto "periodo d'oro" del ciclismo montevarchino con alcuni atleti di indiscusso valore a livello nazionale: Valeriano Falsini, Amerigo Sarri, Marcello Ciolli e Bruno Tognaccini.
L'attività agonistica ciclistica proseguì fino al 1970.

### Calcio femminile
Nel 2016, è stata fondata la sezione calcio femminile della società, che partecipa per la prima volta nel girone A del campionato di Serie D regionale con il nome e il logo Aquila 1902 Montevarchi e con i tradizionali colori rossoblù. La stagione 2017-2018 ha visto la squadra vincere il campionato di Serie D, con due giornate di anticipo grazie ad un girone di ritorno contraddistinto da sole vittorie, ed essere promosse nel campionato di nuova istituzione di Eccellenza (ex Serie C).

### Calcio a 5
Nel 2021 viene costituita la sezione di calcio a 5, che parteciperà per la prima volta al campionato di Serie C2.

## Hall of fame
Nel 2022, l'associazione "Memoria Rossoblù, storia dell'Aquila Montevarchi" in collaborazione con la società Aquila Montevarchi 1902, istituisce la Hall of fame dell'Aquila Montevarchi

### Eletti 2023
- Giovanni Busoni (1917-1973) giocatore
- Costanzo Balleri (1933-2017) allenatore-giocatore
- Gastone Brilli Peri (1893-1930) ciclista automobilista
- Attilio Sorbi (1959) giocatore
- Renato Pieraccioli (1929-1944) allenatore- giocatore
- Amerigo Sarri (1928) ciclista
- Dario Scala (1925-2009) presidente
- Massimiliano Lucchesini (1940) giocatore

### Eletti 2024
- Guido Renzoni (1908-1990) atletica leggera
- Lezio Losi (1928-2012) presidente
- Trento Loretti (1917-1981) giocatore
- Ugo Ensoli
- Roberto Negrisolo (1943) giocatore-portiere
- Vinicio Brilli (1957) giocatore

### Eletti 2025
- Bruno Beatrice (1948-1987) giocatore
- Alessandro Calori (1966) giocatore
- Mario Semoli (1921-2000) giocatore-allenatore
- Claudio Onofri (1952) giocatore
- Mauro Isetto (1948-2021) giocatore-portiere
- Vasco Farolfi (1920-1996) dirigente-presidente
- Christian Rigano' (1974) giocatore
- Piero Bencini (1951) giocatore